# Fisklösån
Fisklösån, vattendrag i västra Jämtland, Krokoms kommun. Längd ca 15 km, inklusive källflöden cirka 25 km. Vänsterbiflöde till Oldån i Långans vattensystem. Fisklösån kommer från Fisklössjön och strömmar i huvudsak söderut.